# 奧德 (北歐神話)
奧德，（Odur、Óðr）。在北歐神話中，他是弗蕾亞（Freya）的丈夫。他的名字意思說法不一，一說是「夏日」的象徵，一說是「熱情」。他和弗蕾亞有兩個女兒：赫諾絲（Hnoss）和格爾塞蜜（Gersemi）。
奧德在北歐神話中，是一個非常模糊的神，他唯一被提到的地方只有他離開弗蕾亞，出門流浪。據說奧德非常喜歡旅行，他對愛情也不是很專心，所以當他厭倦長待一處後，就不聲不響的離開了。之後，弗蕾亞為了尋找他，而展開非常長的旅行。而當她思念奧德時，她滴下的淚水就成了土裡的黃金。另外，有部份的故事說到弗蕾亞曾經在石榴樹下找到奧德，所以直到現代，北歐的新娘還會頭戴著石榴花成親，以紀念這石榴樹。但儘管如此，奧德總是離開弗蕾亞繼續流浪，弗蕾亞最後依然找不到她的丈夫。
由於在北歐神話中，有時候弗蕾亞和神后弗麗嘉（Frigg）被指為同一個人，所以也有人說，奧德其實就是奧丁（Odin）。就性格上而言，奧丁和奧德也很相似，都是常常出門旅行，而且對愛情相當不專的人物。